# Gheorghe Marinescu

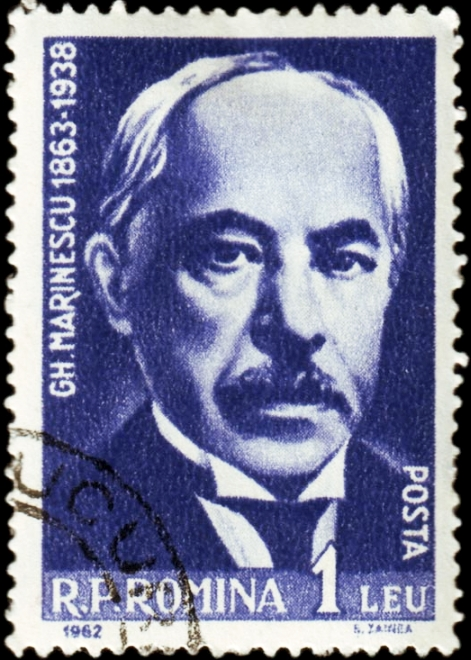
Francobollo che ritrae Gheorghe Marinescu

Gheorghe Marinescu (Bucarest, 28 febbraio 1863 – Bucarest, 15 maggio 1938) è stato un neurologo rumeno, allievo di Jean-Martin Charcot e di Emil Du Bois-Reymond. Fu il fondatore della Scuola rumena di Neurologia, membro titolare dell'Accademia rumena e professore della facoltà di medicina dell'Università di Bucarest.

## Biografia
Poco dopo la nascita rimase orfano di padre. La madre, viste le condizioni economiche precarie, lo spinse a diventare prete e perciò lo iscrisse al Seminario Centrale.
Nel 1882 si iscrisse alla Facoltà di Medicina dell'ospedale Brâncoveanu di Bucarest, divenne assistente (préparateur) di Victor Babeș nell'istituto di batteriologia e conseguì la laurea nel 1889.

### Gli studi a Parigi
Grazie all'aiuto di Victor Babes, ottenne dal governo rumeno una borsa di studio che gli permise di trascorrere nove anni a Parigi per studiare neurologia. In seguito, entrò a far parte della Clinique des Maladies du Système Nerveux (Clinica delle malattie del sistema nervoso), guidata dal professore Jean-Martin Charcot all'ospedale Salpêtrière. Per tutta la vita rimase fedele alla memoria di Charcot, non smise mai di ritenersi il suo pupillo e di mostrare ammirazione nei suoi confronti. La sua gratitudine si manifestò anche quando Marinescu scelse di parlare a nome delle ventitré delegazioni che andarono a rappresentare gli ex allievi del maestro durante i festeggiamenti per celebrare il 100º anniversario della sua nascita. Jean-Baptiste Charcot, figlio di Jean-Martin Charcot, lo ringraziò indirizzandogli queste parole: «Tu sei il grato e affezionato studente del padre, e il caro amico del figlio». All'ospedale Salpêtrière conobbe Pierre Marie, con il quale avrà rapporti stretti in futuro, Joseph Babinski e Fulgence Raymond. Successivamente lavorò con Carl Weigert a Francoforte e con Emil du Bois-Raymond a Berlino. Incoraggiato da Pierre Marie, nel 1890 presentò a un congresso internazionale a Berlino i risultati delle ricerche riguardanti il substrato morfopatologico dell'acromegalia.

### Ritorno a Bucarest
Nel 1897, Gheorghe Marinescu espose la sua tesi di dottorato presso la Facoltà di Medicina di Parigi, intitolata Mâna suculentă în siringomielie (La mano succulenta) nella siringomielia. Nello stesso anno, tornato a Bucarest, assunse la direzione del reparto neurologico dell'ospedale Pantelimon e Colentina. Un anno dopo, divenne il primo professore della Cattedra di Neurologia istituita appositamente per lui alla Facoltà di Medicina di Bucarest, mantenendo l'incarico per 40 anni.

### Primo film scientifico del mondo

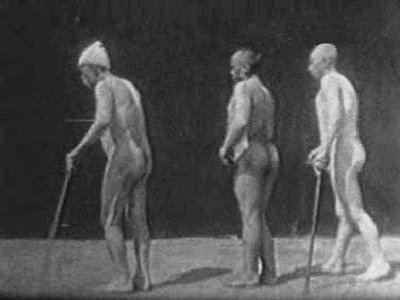
Scena del film scientifico di Gheorghe Marinescu

Nel 1898, con l'aiuto di Costantin M. Popescu, realizzò il primo film scientifico del mondo: “Tulburările mersului în hemiplegia organică” (Disturbi del camminare nell'emiplegia organica). Lo stesso Auguste Lumière evidenziò in una lettera del 29 aprile 1924:
”Ho visto le tue esperienze scientifiche sull'utilizzo del cinematografo negli studi di malattie nervose, quando ricevetti la Semaine Médicale, ma avevo altre preoccupazioni che non mi hanno lasciato tempo per occuparmi degli studi biologici. Devo dire che ho dimenticato questi propositi, ma ti sono grato che me li hai ricordati. Purtroppo, pochi scienziati hanno seguito questa tua strada.”
Il 25 ottobre 1899, il medico Alexandru Bolintineanu sostenne a Parigi una tesi di dottorato sulla coxalgia che si basava sullo studio dell'andamento dei malati nei film realizzati all'ospedale Pantelimon. Considerate perdute per molto tempo, una buona parte di queste pellicole sono state ritrovate nel 1975 dal giornalista Cornel Rusu, in un armadietto del professore. Marinescu mantenne un contatto stretto con i suoi ex colleghi di Parigi; infatti, la maggior parte delle sue pubblicazioni sono in lingua francese. Insieme al patologo francese Paul Oscar Blocq, pubblicò un atlante con gli aspetti anatomopatologici delle malattie del sistema nervoso centrale. La descrizione, insieme a Blocq, di un caso di tremore parkinsoniano in un paziente con lesioni della substantia nigra, ha costituito la base del lavoro di Edouard Brissaud nella dimostrazione del ruolo di questo sintomo nella patogenesi del parkinson.

### 1906-1938: Grandi conquiste
Ecco la biografia corretta e migliorata, tenendo conto dei caratteri speciali e delle note di riferimento: Nel 1906, viene scelto come membro dell'Academiei Romane (Accademia Rumena), dove pronuncia il discorso "Progresele și tendințele medicinei moderne" (Progressi e tendenze della medicina moderna). Nel 1909, appare a Parigi la monografia La Cellule Nerveuse, con una prefazione elogiativa del rinomato istologo spagnolo Santiago Ramón y Cajal . Diventa sempre più conosciuto e apprezzato in ambito scientifico; nel 1912 viene scelto membro corrispondente dell'Accademia di Medicina di Parigi.Nel 1919, la clinica di malattie neurologiche si sposta nell'ospedale Colentina, dove rimarrà per 41 anni. Qui si circonda di una squadra di abili collaboratori, che andranno a costituire il nucleo della Școlii Românești de Neurologie (Scuola Rumena di Neurologia) . Intraprende ricerche in vari campi, con risultati che appaiono in numerose opere come Cercetări histo-chimice asupra fermenților oxidanți în fenomenele vieții (Ricerche isto-chimiche sui fermentanti ossidanti nei fenomeni della vita) , Bătrânețe și reîntinerire (Vecchiaia e ringiovanimento) , Reflexele condiționate (Riflessi condizionati) , Tonusul mușchilor striați (Il tono dei muscoli striati), insieme a Nicolae Ionescu-Sisești , Oskar Sager  e Arthur Kreindler , con prefazione del celebre neurofisiologo Sir Charles Sherrington, e Determinism și cauzalitate în domeniul biologiei  (Determinismo e causalità nel campo biologico). Oltre alle monografie, ha pubblicato oltre 100 articoli su riviste scientifiche. A quest'attività si aggiunge la partecipazione a numerosi congressi e riunioni scientifiche, delle quali molte volte ne è stato il portavoce. Morì a Bucarest il 15 maggio del 1938. 

## Il suo lavoro

### Marinescu anatomo-clinico
Grazie all’influenza di Charcot, Marinescu fu un preciso seguace del metodo anatomo-clinico, del quale parla chiaramente nelle sue numerose pubblicazioni. Con Paul Oscar Blocq, collega di Charcot nel 1887, Marinescu descrive nell'1893 un caso di malattia di Parkinson dovuto ad un tumore della substantia nigra. Tra il 1894-1895, Edouard Brissaud   riprendendo l'osservazione di Blocq e Marinescu osserva che il tumore tubercoloso da loro descritto distrugge completamente la substantia nigra e causa un'emiplegia nel lato opposto alla lesione. Mentre le concezioni eziologiche del tempo suggerivano una patologia di tipo neurale o muscolosa o corticale, Brissaud da tale osservazione, constata che "una lesione della substantia nigra può essere l'anatomico substrato del morbo di Parkinson”. Grazie ad un caso anatomo-clinico di un atonicastasic syndrome nell'infanzia descritto nel 1909 da Otfrid Foerster, Marinescu osserva che la sindrome è ben nota come ipertonia e affligge specialmente gli arti inferiori, o come ipertonia verticale con disordini mentali e del parlare e movimenti anormali. Tuttavia, egli afferma che l'anatomo-patologico substrato è ben definito anche se non in tutti i casi uguali. La cosiddetta sindrome Marinescu-Sjögren, descritta per la prima volta da Marinescu nel 1931 e dal dottore svedese Karl Gustaf Torsten Sjögren  nel 1950, è caratterizzata dall'atassia dovuta all'atrofia cerebrale, cataratta congenita e grave ritardo mentale. Altri segni incontrati frequentemente sono: disartria, nistagmo, ipotonia e debolezza muscolare, bassa statura e varie anomalie delle ossa. Nonostante la gravità della disabilità, i pazienti che portano questa sindrome hanno una speranza di vita vicino alla normalità. Ora sappiamo che questa sindrome appartiene al gruppo delle atassie autosomiche recessive cerebellari , implicando i cromosomi 18qter  e 5q31 . La sindrome Marinesco-Sjögren (con neuropatia periferica e mioglobinuria ) e la sindrome CCFDN  (Cataratta Congenita Faciale Dismorfismo Neuropatia) sono geneticamente identiche e sono causate da una mutazione del gene SIL1. Marinescu descrive una nuova serie di medulloblastomi cerebrali, contenenti fibre muscolari striate, la medullomyoblastoma.

### Marinescu isto-neurologo
A differenza di Charcot e della maggior parte dei suoi studenti, Marinescu, molto più simile ad Alfred Vulpian, Louis Ranvier  e, soprattutto, al suo mentore ispanico Santiago Ramón y Cajal, è uno sperimentatore , come dimostrano, ad esempio, gran parte delle sue opere sulla degenerazione e rigenerazione dei centri nervosi e dei nervi periferici, o la scoperta delle fibre di collegamento del lobo frontale con quello striato dopo parziale o completa distruzione del lobo frontale nella scimmia e nel cane. Ma egli è soprattutto un isto-neurologo che scrive numerose pubblicazioni sulla biologia e sulla struttura della cellula nervosa e dei suoi organelli (come i corpi di Nissl , le neurofibrille , i pigmenti, il nucleo e nucleolo) in stato normale e in patologia. Questi studi sono ampiamente descritti nel suo libro del 1909 e continuarono per tutta la vita. Santiago Ramón y Cajal, al quale è dedicato il suo libro La Cellule Nerveuse , scrive una prefazione elogiativa in cui sottolinea che il suo "onorevole e dotto collega Marinescu è, allo stesso tempo, un acuto osservatore ed un forte e tenace sostenitore del metodo sperimentale” e che “nella sua infaticabile attività, la sua feconda ricerca in un campo così difficile come l'istologia del sistema nervoso gli ha fatto guadagnare una reputazione e una più che sufficiente autorità per imporre il suo libro all'attenzione e alle lodi del mondo scientifico”.

### Marinescu docente
Medico e ricercatore, Gheorghe Marinescu è anche un insegnante di grande talento. Ha formato numerosi studenti, molti dei quali sono diventati a loro volta professori di Neurologia, tra cui Constantin Ion Parhon, fondatore della Scuola rumena di Endocrinologia e primo presidente della direzione Persoanele Republicii Romane (le Persone della Repubblica Rumena) dal 1948 al 1952; Moses H. Goldstein; Ion Minea; Nicolae Ionescu Sisesti, successore di Marinescu alla cattedra di Neurologia a Bucarest; Anghel Radovici; State Draganesco; Oscar Sager, titolare della Cattedra di Neurologia a Timișoara e poi successore di Ionescu Sisesti a Bucarest; Arthur Kreindler, professore ordinario di Neurologia presso l'Istituto per lo sviluppo e la specializzazione dei medici; D. Grigoresco e Jean Nicolescu, il neurologo rumeno più noto in Francia, grazie al celebre libro pubblicato nel 1925 insieme al collega francese Charles Foix.

#### Marinescu semiologo
Il suo lavoro come semiologo neurologico è considerato modesto. Da notare la descrizione della “mano suculenta” nella siringomielia, che egli descrive come un gonfiore del dorso della mano, caratterizzato da pelle liscia, lucida ed uniforme, dovuto a disturbi vasomotori cutanei e trofici associati a atrofia muscolare e al riflesso palmo-ganascioso. Nella sua monografia sul tono muscolare “Le tonus des muscles striés, étude expérimentale et clinique” (Il tono muscolare dei muscoli scheletrici, studio sperimentale e clinico), con prefazione di Sir Charles Sherrington, l'esplorazione neuromuscolare dello studio della cronassia e della reobase  gioca un ruolo significativo. Tuttavia, queste tecniche sono ora considerate obsolete, poiché le attuali possibilità di esplorazione non richiedono più tali approcci.

### Marinescu pioniere della cinematografia medica
Il soggiorno di Marinescu a Parigi si rivela fecondo, poiché incontra il fisiologo Étienne-Jules Marey, il quale ha ampiamente utilizzato l'invenzione dei fratelli Lumière per i suoi lavori. Tra il 1898 e il 1901, Marinescu, supportato dai due assistenti Constantin Parhon e Goldstein, produce vari film che mostrano i segni clinici presenti nei pazienti con disturbi neurologici. Sfortunatamente, la maggior parte di questi film è andata perduta per sempre. Solo pochi esemplari sono stati restaurati e presentati per la prima volta nel 1973 durante il seminario franco-rumeno. Due di questi film: "Disturbi del camminare nell'emiplegia organica" (1899) e "Un caso di emiplegia isterica curata attraverso suggestione ipnotica" (1899), sono tra i più rappresentativi.

## Opere e pubblicazioni
- Main succulente et atrophie musculaire dans la syringomyélie [Tesi di laurea, Parigi, 1896-1897, toma30, n ° 241], Paris, 1897, in 8°.
- Pathologie de la cellule nerveuse, [elaborato presentato al Congresso Internazionale di medicina tenuto a Mosca durante il 1897], G. Carré (Paris), 1897, 1 vol. (VI-58 p.): ill.; in-4,. disponibile
- La cellule nerveuse, [prefazione di Santiago Ramón y Cajal], Octave Doin (Paris), 1909, 2 volumi.

1. Primo toma, Testo integrale [archivio].
2. Secondo toma, Testo integrale [archivio].

- «Anatomique et clinique des plaques dites séniles», L'Encéphale (Parigi), 1912, 1er semestre, p. 105-132, Testo integrale [archivio].
- con Draganescu S., Vasiliu D., «Nouvelle maladie familiale caractérisée par une cataracte congénitale et un arrêt du développement somato-neuro-psychique», L'Encéphale (Parigi), 1931, Vol. 26, p. 97-109, Testo integrale [archivio]. con State Draganescu, «Contribution anatomo-clinique à l'étude du syndrome de Foerster», L'Encéphale (Parigi) 1929, Vol. 24, p. 685-99, Testo integrale [archivio].

## Eponimi associati
- La mano di Marinescu
- Sindrome di Marinescu-Sjögren
- Riflesso di Marinescu–Radovici (noto anche come Riflesso palmo-mentoniero)
- Corpuscolo di Marinescu

## Riconoscimenti
- Membro titolare dell'Accademia rumena
- Membro corrispondente dell'Accademia di Medicina di Parigi

## In suo onore

### Filatelia
- Nel 1962, le Poste Rumene mettono in circolazione un francobollo, con valore 1 leu, su quale era rappresentato Gheorghe Marinescu

### Numismatica
- Il 25 novembre 2013, la Banca nazionale della Romania (BNR) mette in circolazione una serie di due monete in argento per la celebrazione dell'anniversario dei 150 anni dalla nascita di Gheorghe Marinescu. Ogni moneta ha il valore nominale di 10 lei. Queste monete sono rotonde, hanno il margine dentellato, con diametro di 37mm, peso di 31,103g.